# Borghetto d’Arroscia
Borghetto D’Arroscia – miejscowość i gmina we Włoszech, w regionie Liguria, w prowincji Imperia.
Według danych na rok 2004 gminę zamieszkiwały 493 osoby, gęstość zaludnienia wynosiła 19,7 os./km².